# Jednorozměrný člověk
Jednorozměrný člověk (v originále One-dimensional man) je kniha amerického sociologa a filozofa Herberta Marcuseho, který patří k představitelům tzv. Frankfurtské školy a je řazen k neomarxismu. Marcuse knihu vydal v roce 1964. Výrazně ovlivnila studentské hnutí 60. let, především pařížskou revoltu v květnu roku 1968. Marcuse v knize podrobil kritice aktuální kapitalistické formy a zároveň odmítl socialistické režimy v tehdejší východní Evropě. Přihlásil se k utopii, která je vidět například v jeho představě o emancipaci společnosti, a vyzýval k revoltě, při níž ovšem nespoléhal na proletariát jako Marx, ale na skupiny třídně nedefinovaných společenských outsiderů a lidí s pocity vykořenění, což konvenovalo právě nespokojeným studentům ze střední třídy. Ačkoli je toto dílo často považováno za sociologické, jedná se spíše o dílo filozofické se sociologickými prvky. Výraz "jednorozměrný" vyjadřuje neuspokojivý život nejen samotného člověka, ale celé společnosti v rozvinutých kapitalistických zemích. Zaměřuje se hlavně na Spojené státy americké po roce 1945.

## Iracionální společnost
Moderní industriální společnost je podle Marcuseho, navzdory tomu, že se zaštiťuje racionalitou, naprosto iracionální. Duchovní a materiální vyspělost této společnosti není využita ke svobodnému rozvoji lidských potřeb, ale k větší vládě nad individuem, přičemž nástrojem této nadvlády přestal být teror a vystřídala ho technika. Marcuse také popisuje industriální společnost jako sjednocenou a harmonickou. Tento popis však platí pouze v kontextu doby, ve které byla kniha napsaná, což byla doba vrcholu poválečného vývoje. Když toto období skončilo, jednota a harmonie se vytratily a společnost se začala více rozdělovat.

## Totalitní technologismus
Ekonomická základna přestala být autonomní složkou společnosti, naopak, je základnou integrovaného systému, tvrdí Marcuse. Ekonomická základna určuje produkt i operace k jeho obsluze a rozšiřování. Výrobní aparát se stává totálním v tom smyslu, že diktuje nejen potřeby společenské, ale i přání a potřeby individuální. Tato integrace sociální soudržnosti a kontroly je prováděna technikou. Technika přestává být neutrální. Již její výstavba totiž předurčuje charakter panství. Volba historické alternativy stroje jakožto nástroje k ovládnutí přírody tak začíná být dominantním faktorem ve vývoji společnosti. Tato totální tendence začíná pronikat do světa jazyka, jednání, duchovní i materiální kultury, tyto světy si podmaňuje a začíná je utvářet. Všechny partikularity společnosti - ekonomie, politika (ve smyslu programů), kultura apod. - se vlévají do jediného média, do techniky.
Maďarský filozof György Lukács hlásící se k neokantismu vysvětluje návaznost Marcuseho díla k Immanuelovi Kantovi. Kant rozděluje vjemy na „a priori“ (vrozené – řadí sem čas a prostor) a „a posteriori“ (získané zkušenostmi). Marcuse ve své knize Jednorozměrný člověk popisuje sílu Totalitního technologismu v tom, že se stal společenským „a priori“ a lidé ho díky tomu vnímají jako svou vrozenou vlastnost. Ve skutečnosti je to ale vlastnost společnosti, nikoliv jedince.

## Nesvobodná demokracie
Technický pokrok si svou formující silou vynutil podle Marcuseho nesvobodnou formu demokracie. Původní kritické ideje a hodnoty, o něž byl sváděn boj v počátcích industriální společnosti (např. svoboda slova) ztrácejí svou racionalitu a obsah. Jako vybojované, a tedy zinstitucionalizované se obracejí proti svým předpokladům. Rozvinutá industriální společnost dokáže individuální potřeby, kvůli nimž tyto kritické ideje vznikaly, uspokojovat svou vnitřní organizací. S touto legitimací pak žádá redukci každé opozice na diskusi a začlenění každé alternativy do statu quo.

## Místo říše svobody masový konzum
Vývoj kapitalismu je podle Marcuseho potenciálně progresivní. Technologická racionalizace by mohla efektivním výrobním aparátem cele zaplnit říši nutnosti (zajistit individuu životní potřeby), a individuum samo by se pak mohlo cele realizovat v říši svobody. Stalo by se cele autonomní. Osvobozené od ekonomiky i politiky. Soudobý systém však prosazuje opačný trend. Činí si nárok na jedince i ve volném čase. Žádá svou ochranu (neustále produkuje nějaké nepřátele) a expanzi. Stává se tak totalitní. Totalita totiž není jen teroristickou nadvládou. Marcuse ji vidí i v systému výroby a rozdělování, jež manipuluje individuální potřeby prostřednictvím tradičních zájmů. Ve společenském celku pak tento manipulativní trend pozorujeme jako neustálou totální mobilizaci. Vzniku skutečného individuálního myšlení v autonomii říše svobody brání společnost jako celek. Tím, že represívním způsobem brání skutečným potřebám individua stát se historickými. Tato represe má formu naočkování nepravých potřeb, jejichž síla spočívá v tom, že zvěčňují zastaralé formy boje o existenci. Tak vzniká masová konzumní společnost.

## Pravé a nepravé potřeby
Marcuse rozděluje potřeby na pravé a nepravé. Nepravé potřeby jsou nadiktovány partikulárními společenskými silami, jež potřebují individuum potlačit. Zvěčňují dřinu, agresi, bídu a nespravedlnost. Plnění takových potřeb vyvolává euforii v neštěstí. Jsou produkty společnosti, nikoliv jedince. Společnosti jejímž bytostným zájmem a všeprostupující charakteristikou je potlačování. Takové potřeby jsou proto represivní. Podle Marcuseho je nutno je odstranit jak ve jménu znásilňovaného individua, tak kvůli těm, na jejichž bídě jejich uspokojování stojí (deklasované vrstvy, třetí svět). Potřeby pravé si Marcuse neodvažuje definovat. Ty musí být prý "historické" - definované samotnými individui. Jestliže však individua jsou až do hloubky svých pudů indoktrinována a manipulována, není nikdo, kdo by byl pravomocen je pojmenovat. V tom spočívá pat rozvinuté industriální společnosti, a proto se činu musí podle Marcuseho chopit vyděděnci a marginálové.

## Represivnost tolerantního systému
Industriální společnost je dle autora vrcholně represivní. Represivita prý dosahuje takového stupně, že proměňuje svobodu v nástroj ovládání. Tzv. svobodná volba v rozmanitosti zboží a služeb neznamená podle Marcuseho svobodu, jestliže toto zboží a služby udržují kontrolu nad námahou a strachem a udržují tak odcizení. Konzumní rafinovanost se pak projevuje i iluzí vyrovnávání třídních rozdílů. Ve skutečnosti jde jen o kulturní unifikaci nadiktovanou masovými médii. Jde jen o ukazatel účinnosti sociální kontroly, tedy míry, v níž se manipulovaná individua podílejí na uspokojování potřeb, jež slouží uchování statu quo. Sociální kontrola je totiž zakotvena v nových potřebách, které společnost vytvořila. Tato kontrola je tak hlubinnou, že omezila i individuální protest. Tato kontrola atakuje vnitřní dimenzi jedince (vědomí i nevědomí). Jedinec se v systému neadaptuje. Cele se se systémem identifikuje. Tato archaická reakce je ovšem v etablované společnosti výsledkem manipulace (na rozdíl od společnosti tradiční). Jestliže systém ovládá vnitřní dimenzi člověka, ovládá území, v němž jediném může zakořenit opozice vůči statu quo, území kritického rozumu. Individuím byla odcizena existence a vložena do umělé existence věcí. Nyní ve druhé fázi umělá existence individua pohlcuje. Nalézají se v ní, identifikují se s ní, cítí se v ní svobodní. Jde o novou formu odcizení. Individuum není okupovaným kritickým rozumem mentálně schopno zformulovat obžalobu skutečnosti. Odtud tedy tzv. konec ideologií.

## Jednorozměrnost
Rozvinutá industriální společnost je podle Marcuseho daleko ideologičtější než její předchůdkyně. Ideologie se přesunula do samotného výrobního procesu. Výrobní systém prodává a vnucuje sociální systém, jež je jeho obrazem, jako celek. Produkty prostupují lidmi, reklamní indoktrinace se stává žádaným životním stylem. Podle Marcuseho všechny společnosti v jeho době směřují k totalitarismu a násilí. To vykonávají na člověku nejprve ovládnutím jazyka, který v důsledku potlačuje samotné myšlení. Vzniká tak “jednorozměrné myšlení.”
Předobraz jazyka “jednorozměrného člověka” vidí v Orwellově newspeaku a doublethinku. Tento jednorozměrný jazyk, podobně jako v románu 1984, je čistě funkcionální a má znemožnit jakoukoli kritiku a reflexi. Kromě publicistiky, politiky a propagandy ovládá také společenské vědy a filosofii.

## Operacionalismus
Na rovině vědy se jednorozměrnost projevuje ideologií operacionalismu. Pojmy jsou redukovány na souhrn odpovídající řady operací. Neoperacionální myšlenky systém vyvrhuje. Naopak operacionalistické hypotézy jsou do společnosti roubovány masovými médii a neustálým opakováním se hypnoticky mění v definice. Myšlenkové hranice etablovaného systému jsou prohlašovány za hranice samotného rozumu. Vše za nimi je nezdravé, šílené, úchylné, nebezpečné. Nerozumné rovná se neoperacionalizovatelné. Historická transcendence se proto jeví jako transcendence metafyzická, utopická, abstraktní, nevědecká.

## Zablokovaná pacifikovaná existence
Nejrozvinutější forma industriální společnosti je charakterizována klíčovou dvojznačností. Čím větší je zdokonalování technické racionality, jež dovádí člověka až k možnosti usmíření s přírodou, k odvržení života jako instrumentu na úkor života jako účelu, tím větší je zároveň tlak udržet tento technický potenciál pod kontrolou stávajících institucí. Ty však cestu k pacifikované existenci (mír s přírodou) otevřít z podstaty nemohou, neboť jsou institucemi války, omezování a manipulace.

## Mutace státu blahobytu a státu válečnického
Nejefektivnější industriální společenský model (kapitalistický) v sobě spojuje rysy státu válečnického a státu blahobytu (welfare state). V politické sféře dochází k integraci vrstev, jež byly kdysi opozicí proti systému jako celku - zejména dělnické třídy. Nejde však o skutečnou proměnu antagonistické struktury společnosti. Marcuse tvrdí, že negativní pozice těchto tříd je potlačena, nikoliv odstraněna. Vykořisťování trvá, jen je zahaleno do hávu objektivní racionality.

## Byrokratizace kapitalisty
Kapitalisté ztrácejí identitu pánů a přejímají roli byrokratů. Manažerské skupiny se mění ve vědecky spravované laboratoře. Frustrace dělníka ztrácí svůj hmatatelný cíl (buržuje), který je skryt za závojem technologie. Nesvoboda dělníka je zintenzívňována, technologie ho stále více podřizuje a podrobuje výrobnímu aparátu. Dělník zůstává otrokem. Sublimovaným a přece otrokem. Neboť Marcuse neodvozuje definici otroctví z poslušnosti a tvrdosti práce, ale z míry degradace jedince v nástroj, z míry přeměny člověka ve věc. Byť se ta věc jako věc necítí, byť je to krásná, čistá a mobilní věc. Ani páni za závojem však nejsou nedotčeni. I oni jsou pohlceni, i oni jsou stále více závislí na aparátu, s jehož pomocí vládnou. I oni se stávají otroky.

## Utopie automatizace
Pro Marcuseho se dějinné vykoupení a vstup do říše svobody může odehrát díky automatizaci výroby. Automatizace podle Marcuseho není kvantitativním růstem mechanizace. Jde o skutečnou změnu charakteru výrobních sil. Ve své krajní podobě pak není slučitelná se společností založenou na vykořisťování lidské pracovní síly ve výrobním procesu. Automatizace zosobňuje přechod od kvantity v kvalitu. Práce mění svou substanci. Stává se nezávislou na individuu a ono na ní. Stává se z objektu subjektem. Tato neustálá revolucionalizace, tento potenciál přechodu k nové civilizaci, imanentně přítomný v samém jádru vykořisťovatelského výrobního procesu, však přichází vniveč. „Jeho“ historické síly jsou narkotizovány a totálně integrovány.
Marcuse se tedy musí obrátit jinam. K radikální filozofii.

## Návrat rozpornosti
Marcuse vyzývá k renovaci kritického rozumu, který by navrátil pojmům jejich antagonistickou jednotu, tedy dvojrozměrnost(rozpornost) do společenského univerza jazyka a jednání. Taková filozofie tenduje k osvobození člověka od přírody a přírody od člověka. Přijímá svou negativní historickou úlohu tím, že se vrhá na „negativně přítomné“ v pojmech, na strašidla uvnitř nich, na jejich „duchy“ a dialekticky se s nimi potýká. Zříká se pozitivistického operacionalismu. Je to filozofie vrcholně ideologická a politická, ničící, básnivá, vytrhující. Filozofie jež hodlá vyrvat totalitní společnosti její zotročené pojmy (zredukované na funkce) a osvobodit je tím, že je učiní pravdivé. Tedy zpochybňující sebe sama a tím i každou manipulaci a utlačování jejich prostřednictvím.